# Orgellandschaft Oldenburg

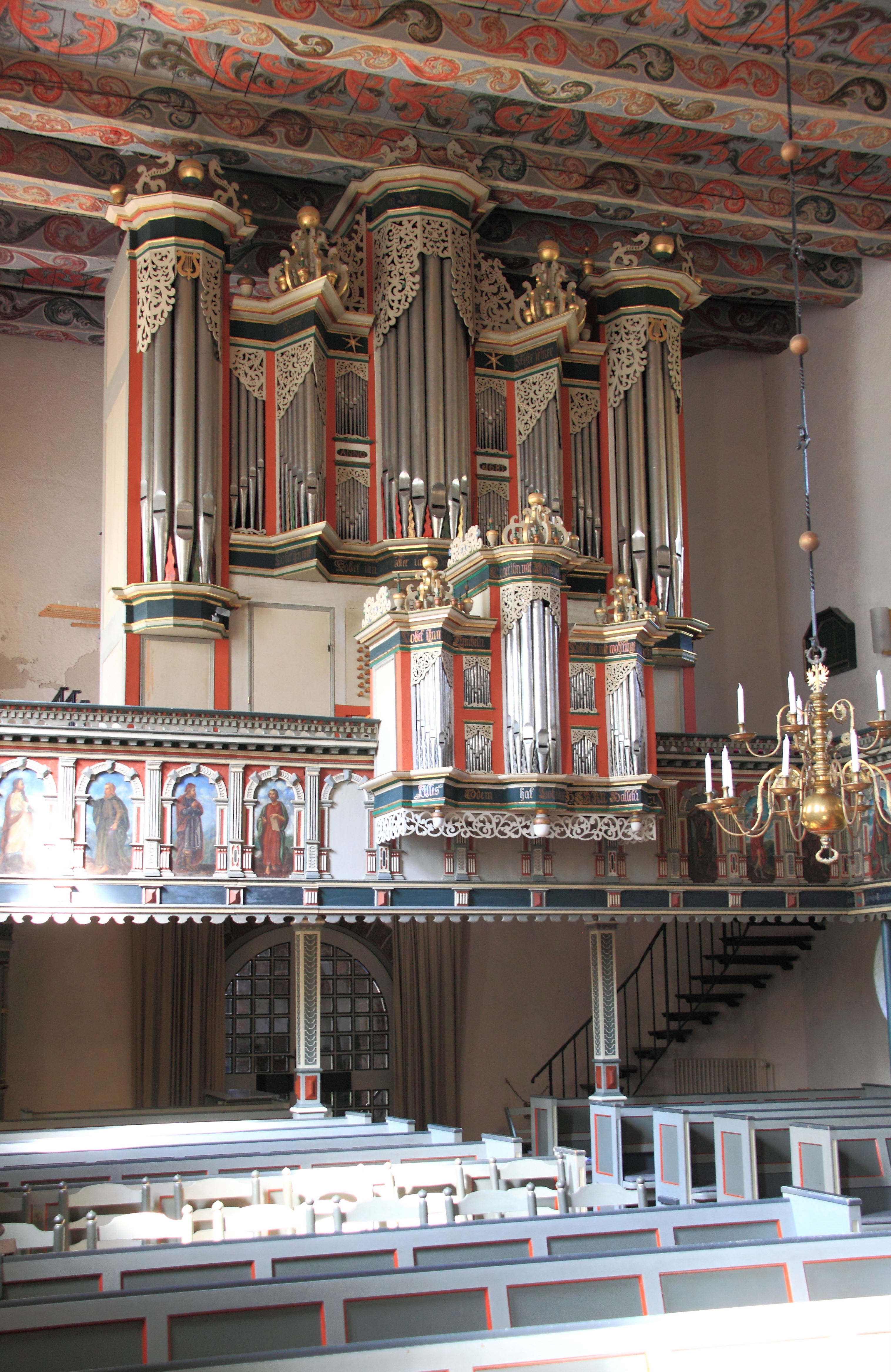
Kayser-Orgel in Blexen (1685)

Die Orgellandschaft Oldenburg bezeichnet die Orgeln  mit historisch bedingten regionalen – hier in der Region des ehemaligen Herzogtums Oldenburg – Eigenheiten. Westlich grenzt sie an die Orgellandschaft Ostfriesland und östlich an die Orgellandschaft zwischen Elbe und Weser. Etwa 50 historische Orgeln vor 1900 sind hier vollständig oder in Teilen seit dem Ende des 16. Jahrhunderts erhalten und machen Oldenburg zu einer bedeutenden Orgellandschaft. Neben zahlreichen Restaurierungen hat die Orgelwerkstatt Alfred Führer zwischen 1950 und 2000 weit mehr als 100 Orgeln neu gebaut und die Orgellandschaft Oldenburg entscheidend geprägt.

## Geschichte des Orgelbaus

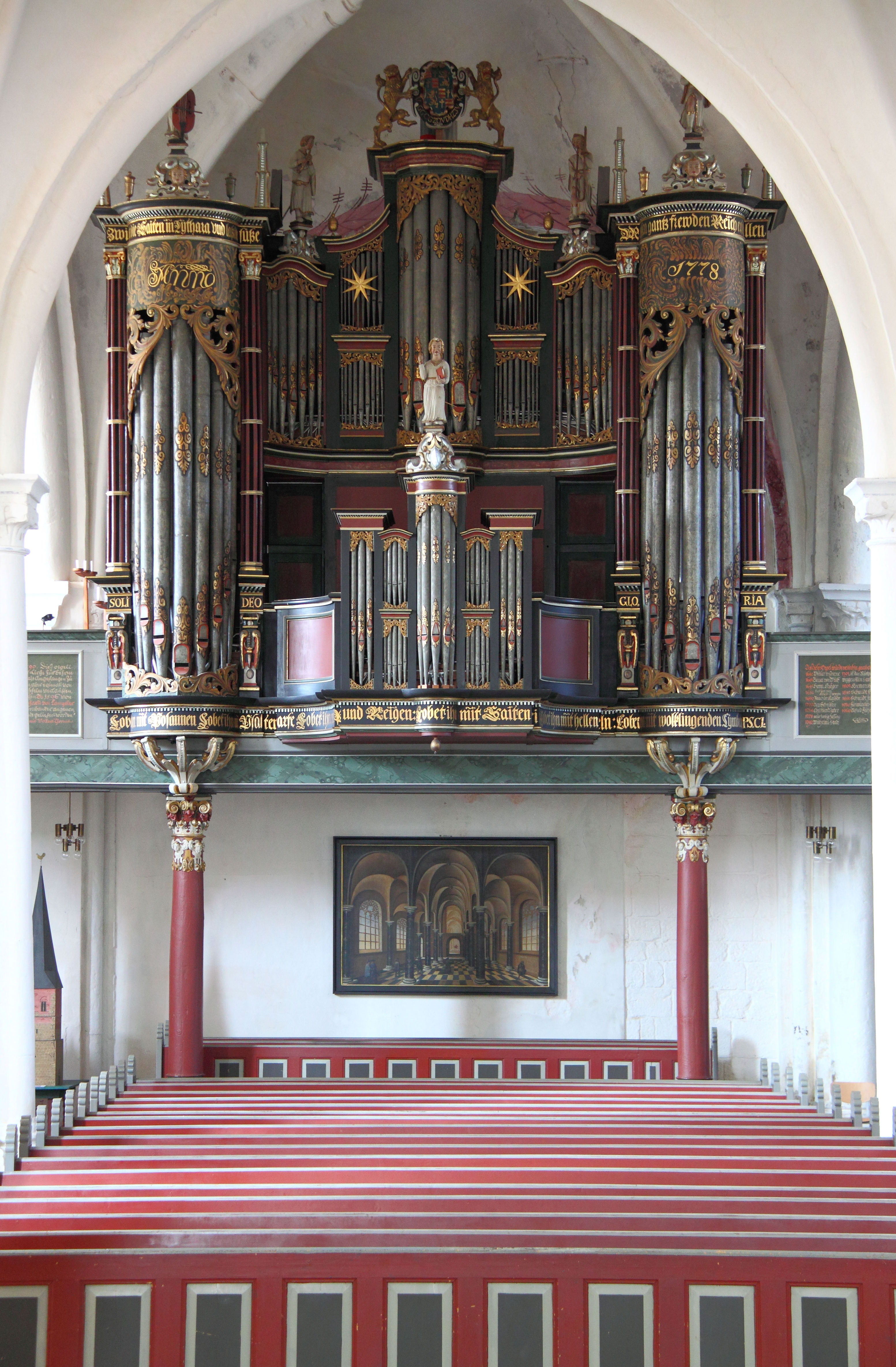
Orgel in Berne

### Bis zum 17. Jahrhundert
Die ältesten erhaltenen Orgelteile im Oldenburger Land befinden sich in Berne, St. Aegidius. Hier vollendete der brabanter Orgelbauer Reinhard van Lampeler, der auch in Münster mit einem Orgelneubau nachgewiesen ist, 1596 eine Orgel eines unbekannten Orgelbauers mit neun Registern. Hermann Kröger erweiterte das Instrument um ein Rückpositiv und die Pedaltürme. Im Laufe der Jahrhunderte folgten weitere Änderungen der Disposition. Dennoch ist insgesamt etwa die Hälfte der alten Register erhalten. Jost Sieburg schuf in Sengwarden 1644 eine neue Orgel, von der noch der Prospekt erhalten ist. In Langwarden führte vermutlich Kröger mit seinem Gesellen Berendt Hus um 1650 einen Neubau durch, der einige Jahre später durch Pedaltürme erweitert wurde. Arp Schnitger baute 1704–05 die Orgel um, indem er die Mixturen und Zungenstimmen erneuerte. Während Schnitgers Register später alle ersetzt wurden, ist das Werk von Kröger und Hus weitgehend erhalten geblieben. Von der um 1660 erbauten Orgel eines unbekannten Meisters mit zehn Registern in Tossens erklingen noch sechs Register. Joachim Kayser konnte sich durch sein Orgelbau-Privileg für das Land Jever (1699) eine eigenständige Position neben Schnitger bewahren. Von Kayser sind noch zwei Werke erhalten, nämlich die Orgel in Schortens (1686) und in Hohenkirchen (Wangerland) (1694/99). In Blexen (1684–85), Westerstede (1685–87) und Waddewarden (1697) sind nur noch die Prospekte zu bewundern. Seine Orgel in Fedderwarden (1702–04) wurde später ersetzt. Kaysers einmanualige Orgeln wurden später alle auf zwei Manuale erweitert.

### Arp Schnitger

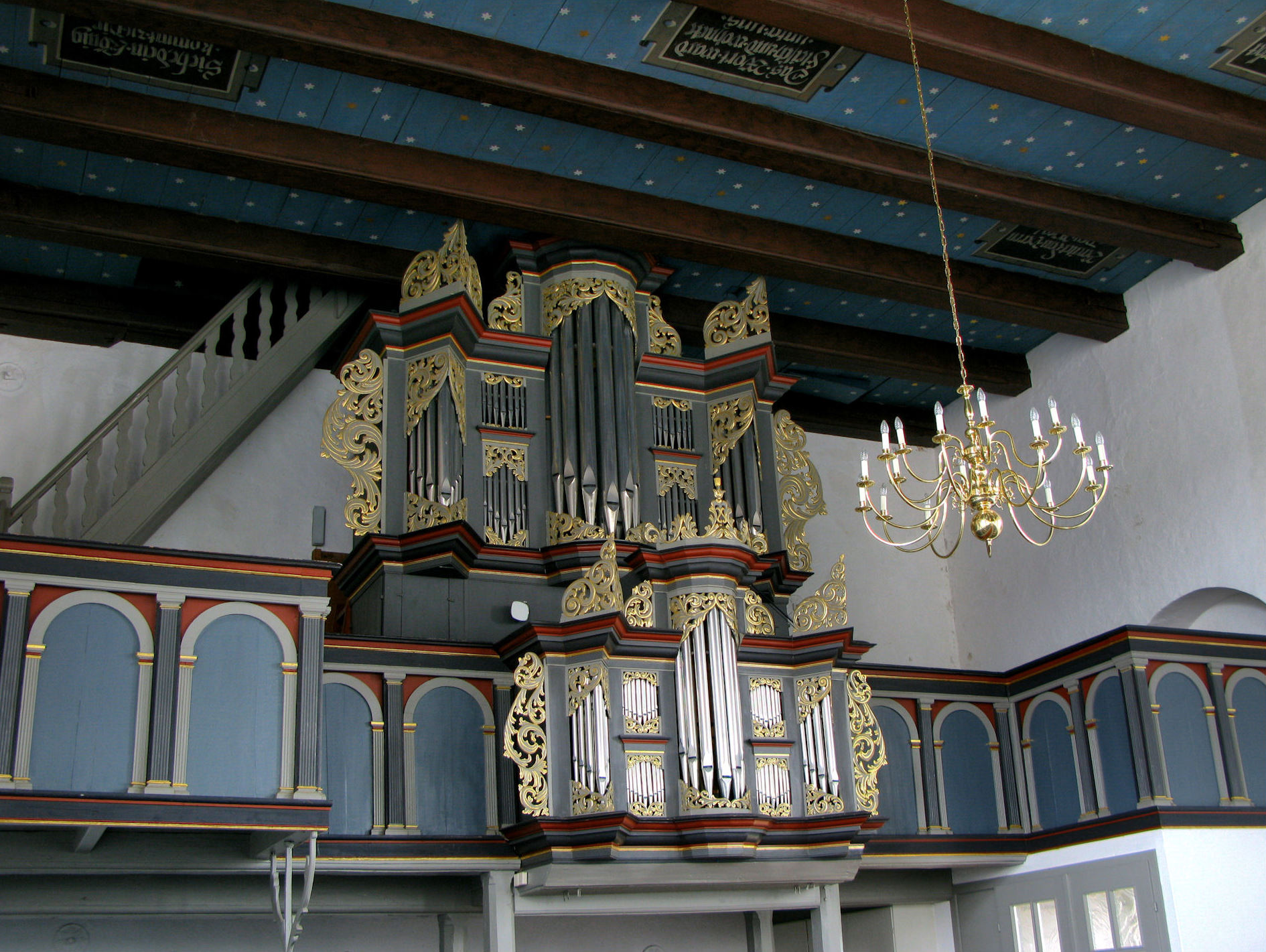
Schnitger-Orgel in Accum (1705)

Von besonderer Bedeutung für die Orgellandschaft Oldenburg sind die vier erhaltenen Orgeln von Arp Schnitger, dem führenden Orgelbauer Norddeutschlands im Zeitalter des Barock. Insgesamt sind in Oldenburg 17 seiner Neubauten und größeren Orgelumbauten nachgewiesen. Da Schnitger selbst aus dem Oldenburgischen stammte, fühlte er sich zeitlebens seiner Heimat verbunden und lieferte die Golzwarder Orgel in seiner Taufkirche sogar zum Selbstkostenpreis. In Dedesdorf (1697–98) sind zehn, in Ganderkesee (1699) neun Register erhalten, in Accum (1705) und Golzwarden (1697–98) nur noch der historische Prospekt. Von Schnitger Orgeln in Strückhausen (1697–98) und Abbehausen (1710–13) blieben noch die Gehäuse und je zwei Register bewahrt.

### Schnitger-Schule im 18. Jahrhundert

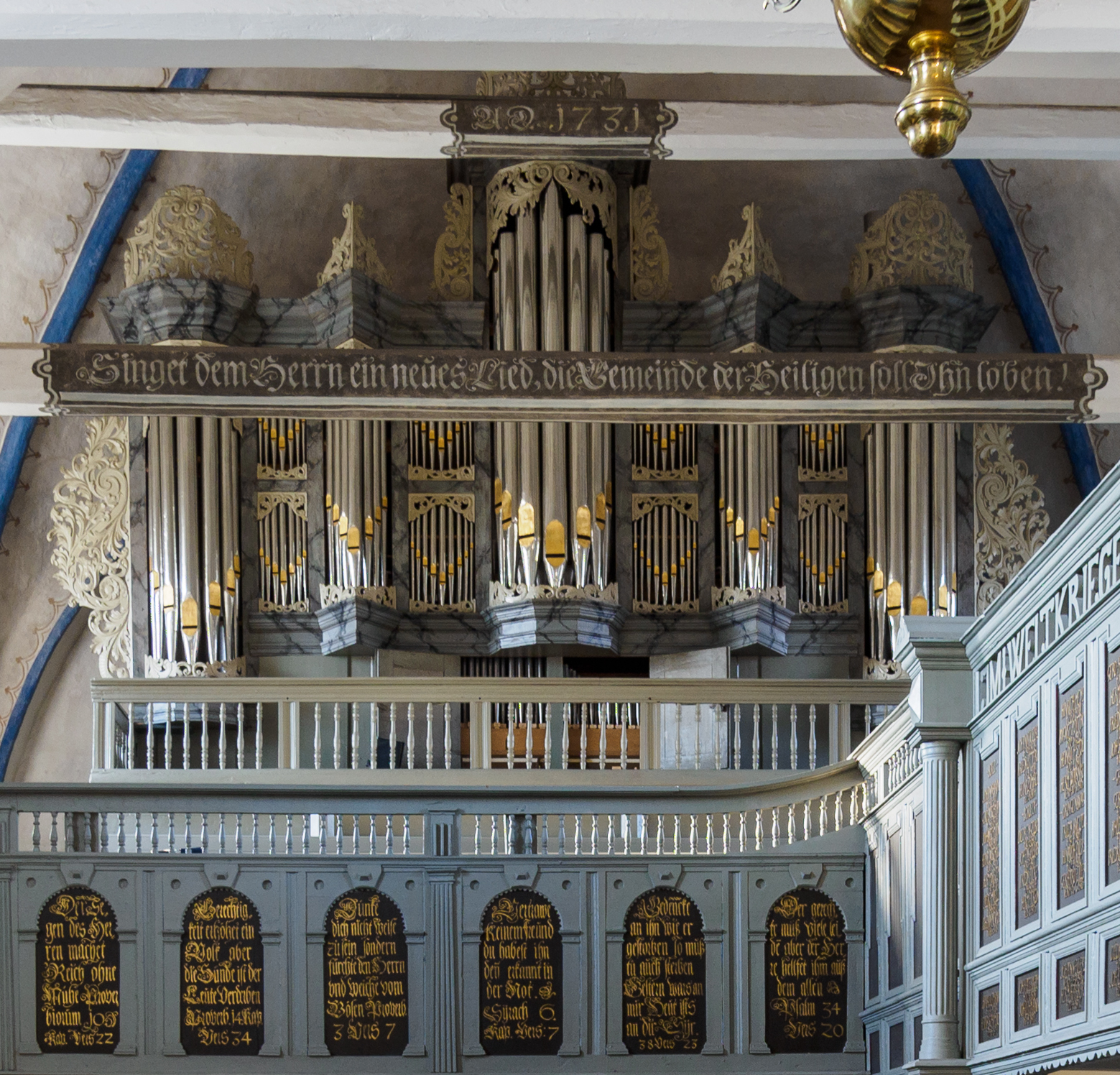
Vater-Orgel in Wiefelstede (1731)

Die Orgelkultur in Oldenburg wurde im 18. Jahrhundert weitgehend von der Schnitger-Schule beherrscht. Schnitgers Schüler führten zahlreiche Umbauten und beachtliche Orgelneubauten im Oldenburger Gebiet durch. So errichtete der Schnitger-Schüler Christian Vater in Bockhorn (1722) und Wiefelstede (1731) hochwertige Orgelneubauten, die noch je zur Hälfte erhalten, zur anderen Hälfte vorbildlich durch Firma Führer rekonstruiert sind. Von der Vater-Orgel in Wildeshausen (1710–11) steht der Prospekt seit 1978 in Fedderwarden. Von Johann Dietrich Busch ist die Hälfte der Registerzahl in Wardenburg (1737) und in Jade (1737–39) erhalten. Später ersetzt wurde seine Orgel in Altenhuntorf. Johann Hinrich Klapmeyer baute neue Orgeln in Oldenbrok (1754), Rodenkirchen (1758) und Kirchhammelwarden (1766). In Ganderkesee erweiterte er Schnitgers Orgel um ein selbstständiges Pedal. Georg Wilhelm Wilhelmy, der ebenfalls in der Schnitger-Tradition stand, baute 1793 die Orgel in Berne um und hinterließ eine Orgel in Altenesch (1795). Seine Orgel in Cappel (1800–1801) verbrannte bereits 1810, sodass sein Sohn Johann Georg Wilhelm Wilhelmy an deren Stelle die aus dem Hamburger Dominikanerkloster St. Johannis aufgekaufte Schnitger-Orgel 1816 nach Cappel überführte. In Wüppels findet sich hinter dem Prospekt von Hinrich Just Müller (1795) eine neue Orgel. Unabhängig von Schnitger baute Johann Adam Berner (1752–57) in Sillenstede ein weitgehend erhaltenes Werk, das später erweitert wurde. Aus der Werkstatt von Eilert Köhler stammt die Orgel in Tettens, deren Prospekt erhalten ist.

### 19. bis 21. Jahrhundert

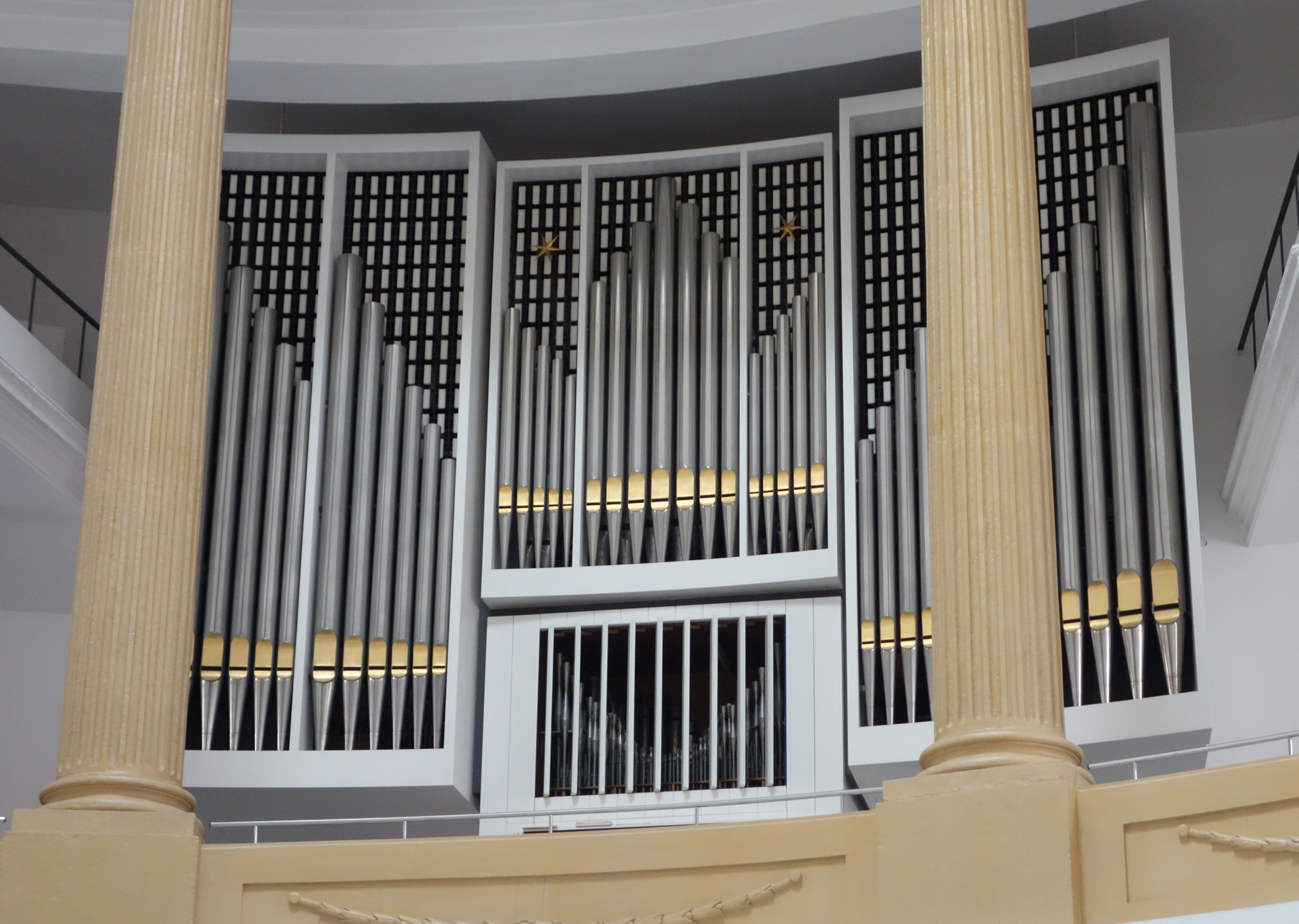
Führer-Orgel in Oldenburg, St. Lamberti (1972)

Das bisherige hohe Niveau des Orgelbaus konnte im 19. Jahrhundert nicht mehr gehalten werden. Gerhard Janssen Schmid (auch Johann Gerhard Schmid genannt) war der Begründer der Oldenburger Linie einer weit verzweigten Orgelbauerfamilie, die über mehrere Generationen im Orgelbau tätig war. Weil Gerhard Janssen Schmid 1810 das Privileg des Orgelbauers im Land Oldenburg erhielt, kam der Familie im 19. Jahrhundert gleichsam eine Monopolstellung zu. So gibt es nur wenige Orgeln im 19. Jahrhundert, die nicht von der Familie Schmid gebaut wurden, wie beispielsweise die Orgel in Wulfenau (1855) von den Gebr. Haupt (Ostercappeln) oder in der Stadtkirche von Brake (1865) von Philipp Furtwängler. Von Furtwänglers Orgel in Varel ist nur noch der Prospekt erhalten. Gerhard Janssen Schmid betrieb eine Werkstatt in Oldenburg, wirkte ansonsten aber vorwiegend in Ostfriesland. Von ihm sind Instrumente in Wiarden (1808), Elsfleth (1836) und Minsen (1840) erhalten, in Zwischenahn nur noch der Prospekt. Nach seinem Tod übernahm Johann Claussen Schmid die Werkstatt (1845–81), von dem noch etwa zehn Orgeln ganz oder teilweise erhalten sind. Die Oldenburger Firma erlosch 1922 mit dem Tod des Enkels Johann Martin Schmid, der zahlreiche historische Instrumente durch neue ersetzte oder durch Umbauten stark in die historische Substanz eingriff.
Nachhaltig wurde das 20. Jahrhundert durch die Orgelwerkstatt Alfred Führer geprägt, die fast alle historischen Instrumente der Orgellandschaft restaurierte und teilweise umbaute, sich aber auch durch zahlreiche Orgelneubauten hervortat. Dreimanualige Orgelneubauten entstanden in Delmenhorst (Stadtkirche, 1957), Wilhelmshaven (Garnisonkirche, 1961), Jever (Stadtkirche, 1966) und Oldenburg (Lambertikirche, 1972). In der zweiten Hälfte des 20. Jahrhunderts baute die Firma Führer weit über 100 neue Orgeln. Waren die Instrumente der frühen Phase – dem damaligen Kenntnisstand entsprechend – noch stark neobarock konzipiert, wurde in späteren Jahren sorgsamer mit dem historischen Material umgegangen. Vor allem durch die neue Leitung unter Fritz Schild wurde die Neuorientierung vorangetrieben und wurden weit beachtete Restaurierungen durchgeführt. Die umfangreichen Publikationen Schilds helfen, diese bedeutende Orgellandschaft zu erschließen.

## Diskografie
- Orgellandschaften: Eine musikalische Reise zu 15 Orgeln der Region: Nördliches Oldenburger Land. 2011, NOMINE e. V., LC 08973 (Orgeln in Altenesch, Berne, Blexen, Brake, Eckwaren, Fedderwarden, Ganderkesee, Hohenkirchen, Jade, Langwarden, Oldenburg-Bloherfelde, Oldenburg/Lamberi, Pakens, Sillenstede, Varel/Schlosskirche)
- Arp Schnitger in Niedersachsen. 2. Auflage 2014. Musikproduktion Dabringhaus und Grimm, 1831-2. 2 CDs. (Sämtliche zwölf Schnitger-Orgeln in Niedersachsen, präsentiert von einem internationalen Team junger Organisten unter der künstlerischen Gesamtleitung von Harald Vogel).
- Vollständigkeit anstrebende Diskografie der Schnitger-Orgeln.